# Sárazsadány
Sárazsadány è un comune dell'Ungheria di 262 abitanti (dati 2001) . È situato nella contea di Borsod-Abaúj-Zemplén.

## Posizione Geografica
Sárazsadány situato nel nord dell'Ungheria , 63 chilometri di distanza dalla capitale della contea Miskolc. I centri abitati più vicini sono Vámosújfalu 5 km e Bodrogolaszi 3 km. La città più vicina Sárospatak dista 10 km da Sárazsadány.